# Columba palumbus

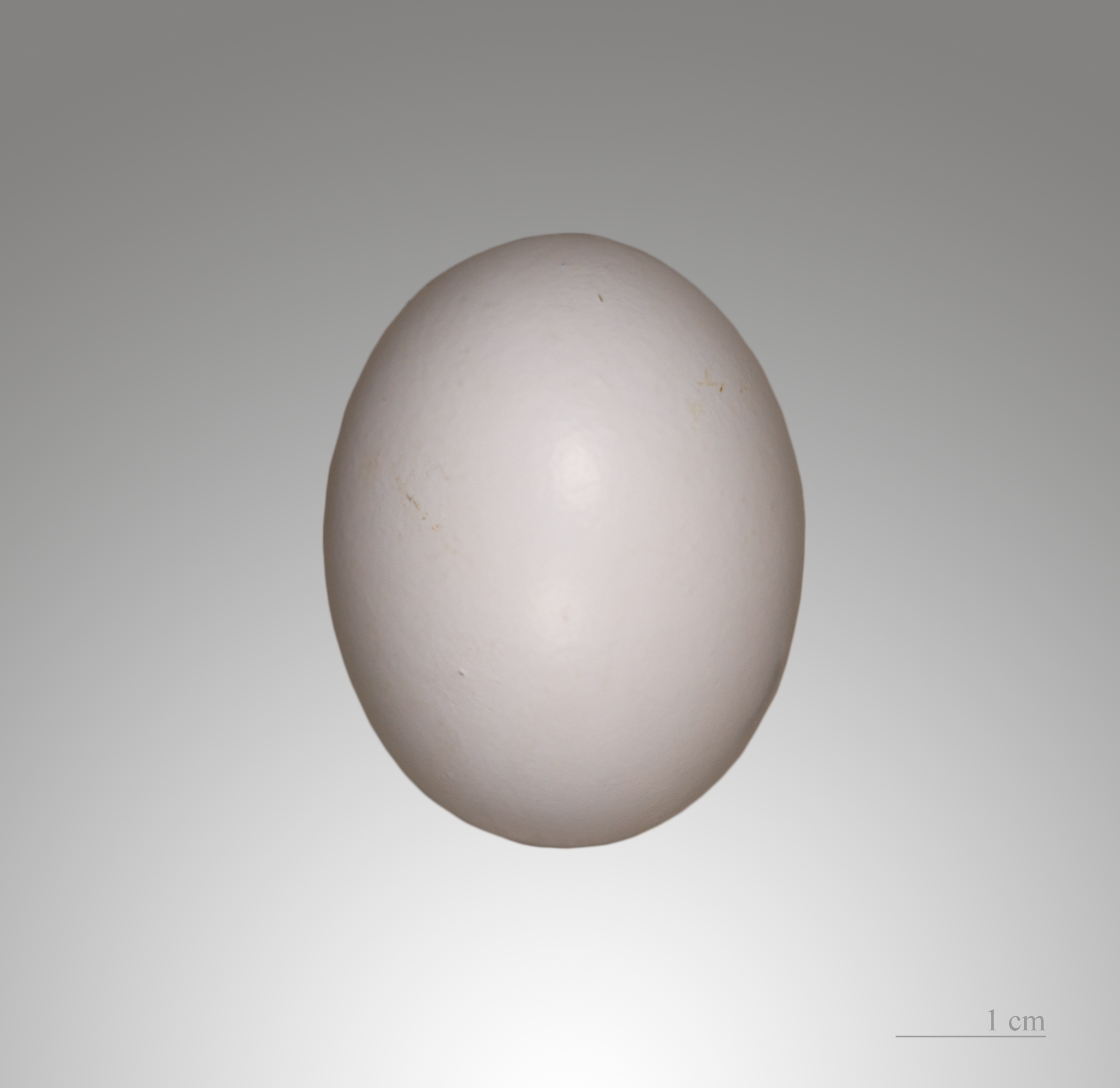
Columba palumbus

Columba palumbus (bồ câu gỗ thông thường) là một loài chim trong họ Columbidae.

## Hình ảnh

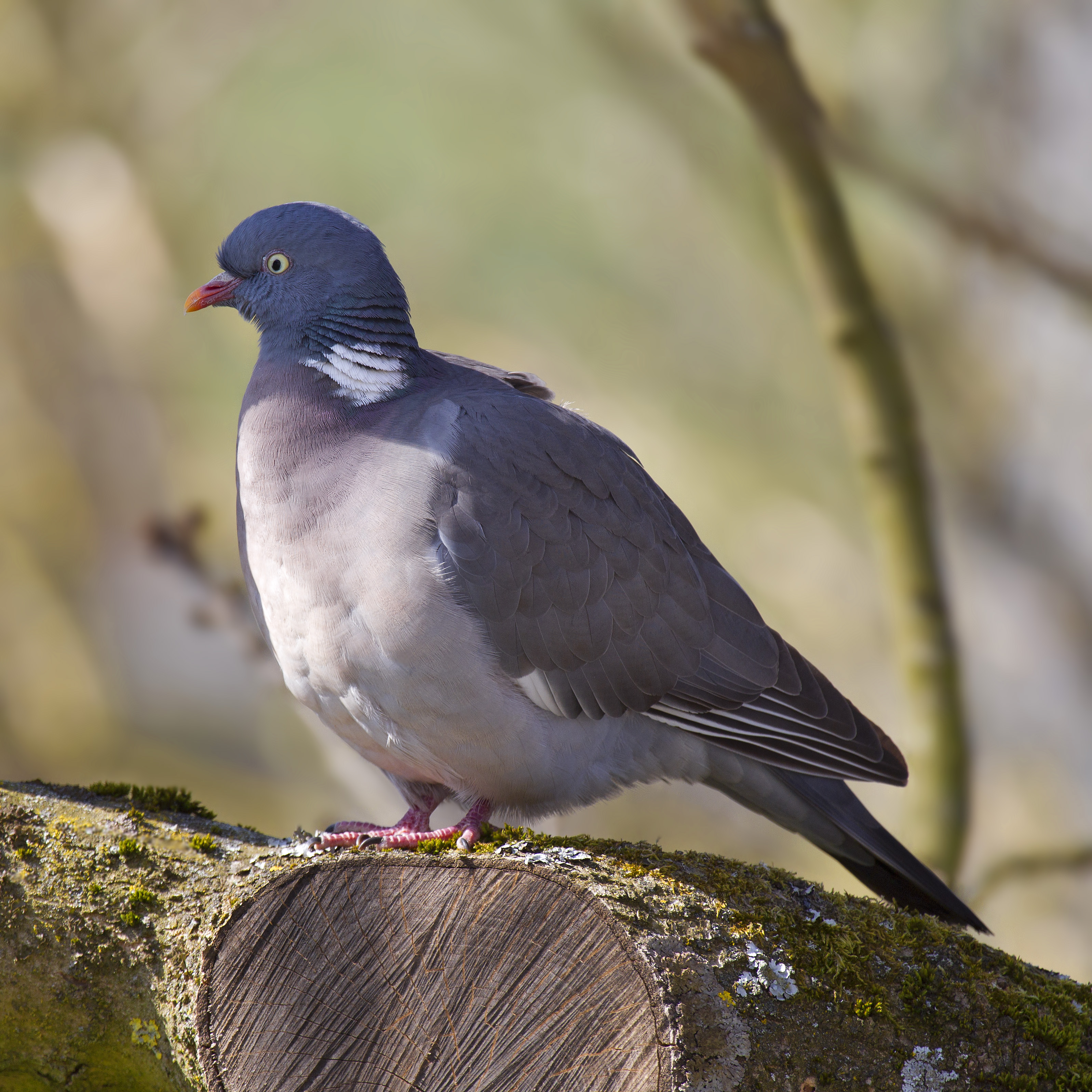
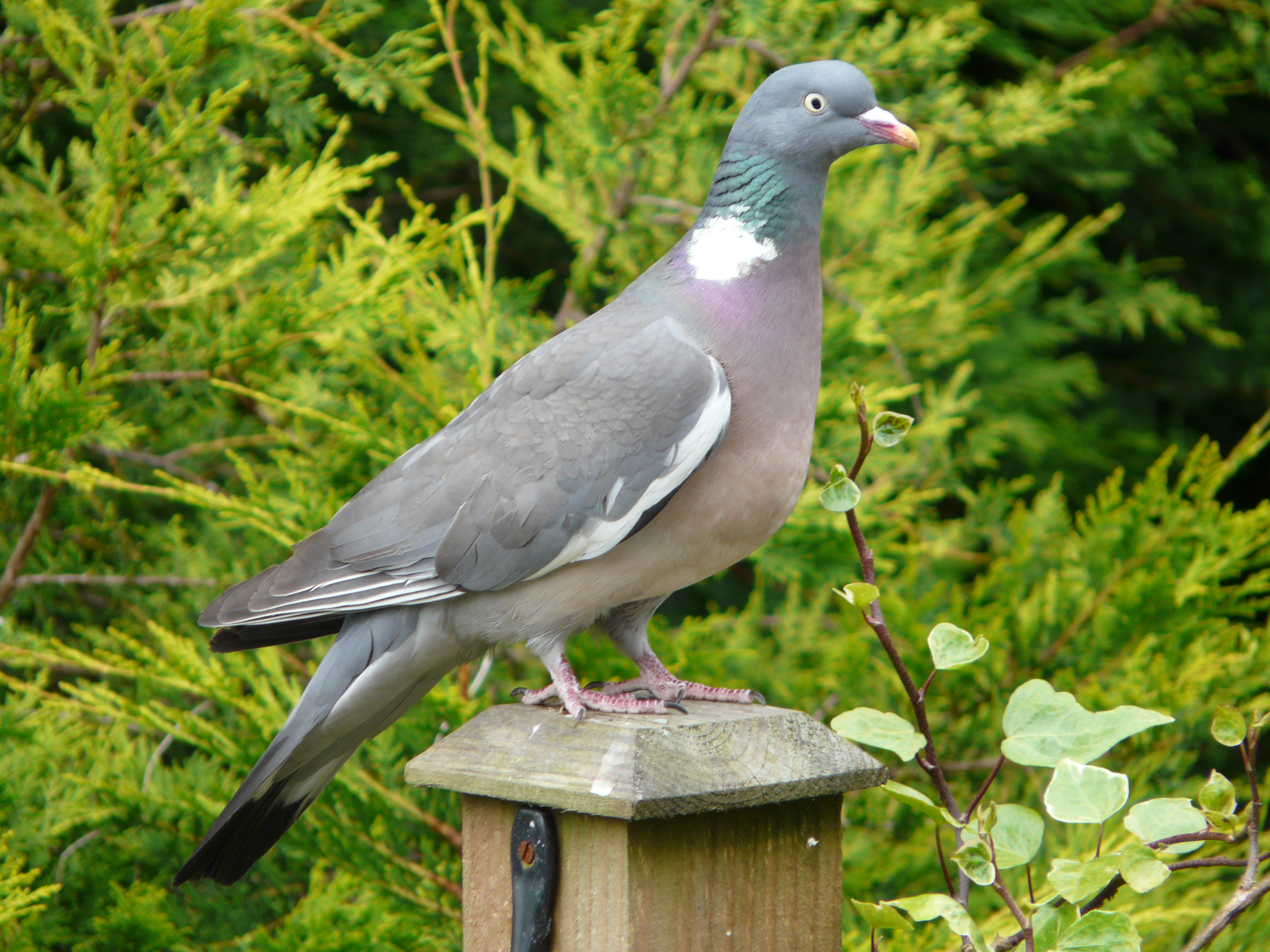
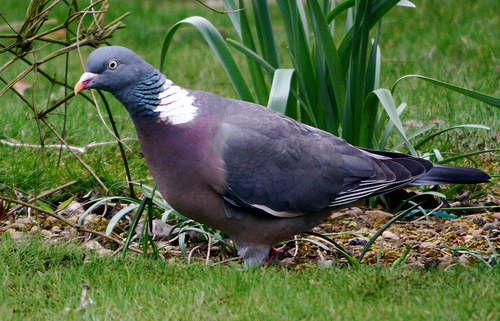
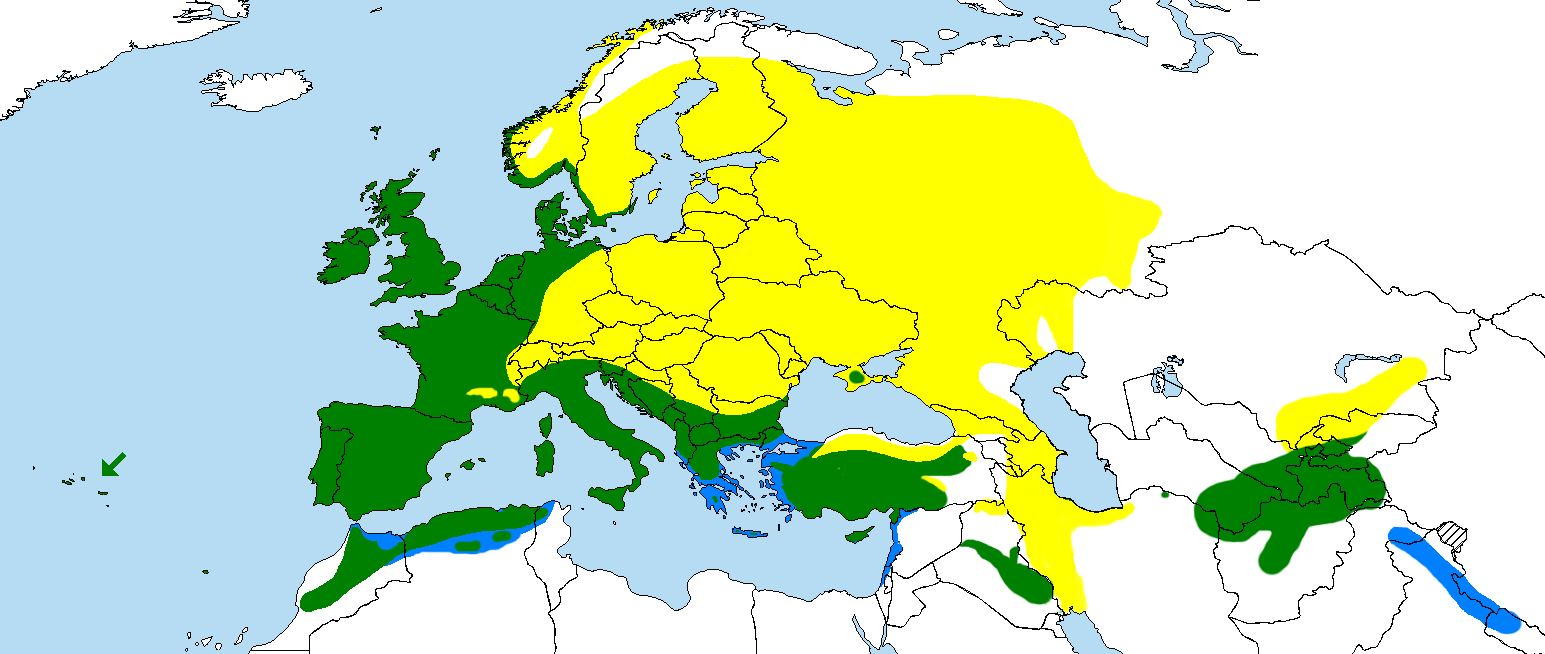